# Wöste (Peckeloh)
Die Wöste ([ˈvøːstə] ) ist eine Bauerschaft im Versmolder Stadtteil Peckeloh im Kreis Gütersloh.

## Geografie

### Lage in Peckeloh
Die Bauerschaft Wöste erstreckt sich über ein Gebiet südlich des Peckeloher Ortskerns. Die genauen Grenzen des Ortes sind nicht zu bestimmen, allerdings kann man sagen, dass sich die gesamte Bauerschaft über ein Gebiet südlich und westlich des Peckeloher Ortskerns erstreckt. Im Westen grenzt die Wöste an das Peckeloher Erholungsgebiet mit seinen vielen Seen und Campingplätzen. Durch die Wöste fließt der Wöstenbach, ein Nebenfluss der Hessel.

### Siedlungsstruktur
Die Wöste ist dünn besiedelt und weist keinen festen Ortskern vor. Häuser sind hier räumlich voneinander getrennt, nur vereinzelt sind Einzelsiedlungen vorzufinden.

## Verkehr
Die Wöste grenzt im Norden an die B 476 und im Osten an die L 831. Die Bauerschaft wird von der Wöstenstraße, der Strängerstraße und dem Wöstenkamp durchzogen, jene Straßen verbinden Peckeloh mit seinem Naherholungsgebiet.